# Trashi Deleg
Tashi Delek oder auch Trashi Deleg (tibetisch: བཀྲ་ཤིས་བདེ་ལེགས།, Wylie-Umschrift: bkra shis bde legs) ist ein tibetischer/bhutanesischer Gruß.

## Bedeutung
Tashi Delek bedeutet ins Deutsche übersetzt so viel wie ‚Viel Glück‘, ‚Möge es dir wohlergehen‘. Verwendet wird es jedoch als „Guten Tag“ oder „Hallo“. Die vier tibetischen Silben bkra, shis, bde und legs haben jede für sich genommen einen Bedeutungsraum, der glücksverheißend ist: bkra bedeutet u. a. ‚schön, strahlend, wunderbar‘; shis bedeutet u. a. ‚Glück, Vermögen, Pracht, Seligkeit‘; bde bedeutet u. a. ‚Wohlgefallen, Glück, Wohlergehen, Sicherheit, Genuss, Seligkeit‘; legs bedeutet u. a. ‚Gedeihen, Wohlstand, gut, wohl, schön, ordentlich‘. Die Aneinanderreihung von Silben mit ähnlichen Bedeutungsräumen ist typisch für die tibetische Sprache, wenn eine Verstärkung des Ausdrucks erzielt werden soll. In diesem Sinne ist die Übersetzung mit „Viel Glück“ oder „Möge es dir wohlergehen“ zu verstehen.

## Verwendung
Verwendung findet dieser Gruß bei Buddhisten auf der ganzen Welt. Er wird auch häufig als Aufschrift auf T-Shirts getragen. 2008 wurde der Gruß auf verschiedenen Textilien der Free-Tibet-Aktionen verwendet, diese sollten damit die Solidarität zu Tibet zeigen.